# San Juan (La Union)
San Juan (Bayan ng San Juan) är en kommun i Filippinerna. Kommunen ligger på ön Luzon, och tillhör provinsen La Union. Folkmängden uppgår till 37 188 invånare år 2015.
San Juan är indelat i 41 barangayer.